# Rohde (Familienname)
Rohde ist ein Familienname. Zu Herkunft und Bedeutung siehe Reid.

## Namensträger

### A
- Achim Rohde (1936–2021), deutscher Politiker (FDP)
- Achim Rohde (Veranstalter) (1956/1957–2015), deutscher Festivalveranstalter
- Adolf Rohde (1880–1955), deutscher Ingenieur und Politiker
- Albert Rohde (1873–1946), deutscher Chemiker
- Alfred Rohde (Kunsthistoriker) (1892–1945), deutscher Kunsthistoriker
- Alfred Rohde (Politiker) (1921–1990), deutscher Politiker (SED)
- Andre Rohde (* 1975), deutscher Gewichtheber
- André Rohde (* 1985), deutscher Schauspieler
- Andreas Rohde (* 1962), deutscher Anglist, Linguist und Hochschullehrer
- Anke Rohde (* 1954), deutsche Psychiaterin und Psychotherapeutin
- Armin Rohde (* 1955), deutscher Schauspieler und Hörspielsprecher
- Armin Rohde (Volkswirt) (* 1952), deutscher Wirtschaftswissenschaftler und Hochschullehrer
- August Ferdinand Rohde (1879–1947), deutscher Gutsbesitzer und Politiker, MdL Hessen-Nassau

### B
- Bernd Rohde (* 1952), deutscher Politiker und Staatssekretär (DDR)
- Brigitte Rohde (* 1954), deutsche Leichtathletin
- Bryce Rohde (1923–2016), australischer Jazzpianist

### C
- Carl Rohde (Maler, 1806) (1806–1873), deutscher Maler
- Carl Rohde (1812–1888), deutscher Politiker, siehe Johann Carl Rohde
- Carl Rohde (Maler, 1840) (1840–1891), deutscher Maler
- Carl Rohde (Footballspieler) (1910–1959), australischer Australian-Football-Spieler
- Carl Heinrich Wilhelm Rohde  (1810–1868), deutscher Theologe
- Carl Theodor Rohde (1798–1874), deutscher Theologe
- Carl Wilhelm Rohde (Politiker, 1785) (1785–1857), deutscher Kaufmann und Politiker, MdL Kurhessen
- Carl Wilhelm Rohde (Verwaltungsbeamter) (1809–1888), deutscher Verwaltungsbeamter
- Caroline Rohde-Moe (* 1992), norwegische Tennisspielerin
- Christa Rohde-Dachser (* 1937), deutsche Psychoanalytikerin
- Christian Rohde (Mathematiker), deutscher Mathematiker und Hochschullehrer
- Christian Rohde (Produzent) (* 1974), deutscher Filmproduzent
- Christian Rohde (Journalist) (* 1974), deutscher Journalist
- Christian Rohde (Eishockeyspieler) (* 1982), deutscher Eishockeyspieler
- Christian Rohde (Politiker) (* 1988), deutscher Geograph und Politiker (AfD), MdL Hessen
- Christiane Rohde (* 1944), dänische Schauspielerin
- Christina Rohde (* 1982), deutsche Handballspielerin

### D
- David Rohde (* 1980), deutscher Moderator
- David S. Rohde (* 1967), US-amerikanischer Journalist
- Dennis Rohde (* 1986), deutscher Politiker (SPD)
- Dietrich Rohde (General) (1919–2016), deutscher Brigadegeneral
- Dietrich Rohde (Bildhauer) (1933–1999), deutscher Bildhauer
- Dorothea Rohde (* 1974), deutsche Althistorikerin

### E
- Eduard Rohde (1828–1883), deutscher Komponist und Organist
- Elisabeth Rohde (1915–2013), deutsche Klassische Archäologin
- Emil Rohde (1839–1913), deutscher Schauspieler
- Erich Rohde (Politiker), deutscher Politiker (Zentrum), Mitglied des Danziger Volkstages
- Erich Rohde (Widerstandskämpfer) (1906–1933), deutscher Widerstandskämpfer
- Erich Rohde (Grafiker) (1926–2013), deutscher Grafiker und Buchgestalter
- Ernst Rohde (Förster) (1896–1977), deutscher Förster
- Ernst Rohde (Radsportler), deutscher Radsportler
- Ernst Rohde, Pseudonym von Hans Teubner (1902–1992), deutscher Journalist, Widerstandskämpfer und Hochschullehrer
- Erwin Rohde (1845–1898), deutscher Altphilologe

### F
- Ferdinand Rohde (Jurist) (1863–1927), deutscher Jurist
- Ferdinand Rohde (Fußballspieler) (* 1957), deutscher Fußballspieler
- Frank Rohde (* 1960), deutscher Fußballspieler und -trainer
- Frederik Rohde (1816–1886), dänischer Maler
- Friedrich Rohde (Mediziner) (1857–1920), baltendeutscher Mediziner und Anstaltsleiter
- Friedrich Rohde (Politiker) (1895–1970), deutscher Fischer und Politiker (SPD), Mitglied des Danziger Volkstages
- Friedrich Wilhelm Rohde (1856–1928), dänischer Violinist und Komponist
- Fritz Rohde (1885–1962), deutscher Germanist, Theologe und Bibliothekar
- Fritz G. Rohde (1935–2024), deutscher Bauingenieur, Hochschullehrer und Künstler

### G
- Georg Rohde (1899–1960), deutscher Altphilologe und Hochschullehrer
- Georg Karl Rohde (1874–1959), deutscher Glasmaler
- Gerburg Rohde-Dahl (* 1938), deutsche Regisseurin, Filmemacherin und Grafikerin
- Gerhard Rohde (1931–2015), deutscher Musikkritiker
- Günter Rohde (1916–1973), deutscher Fabrikant
- Günther Rohde (* 1931), deutscher Jurist, Rechtswissenschaftler und Hochschullehrer
- Gottlieb Rohde (1777–1863), deutscher Landrat

### H
- Hans Rohde (Offizier) (1888–1954), deutscher Offizier und Diplomat
- Hans Rohde (Fußballspieler) (1914–1979), deutscher Fußballspieler und -trainer
- Hans Rohde (Schauspieler), deutscher Schauspieler
- Hartmut Rohde (* 1966), deutscher Bratschist
- Hedwig Rohde (1908–1990), deutsche Schriftstellerin und Publizistin
- Helmut Rohde (1925–2016), deutscher Politiker (SPD)
- Herbert Rohde (1885–1975), preußischer Verwaltungsjurist, Regierungspräsident von Gumbinnen
- Hermann Rohde (1874–1914), deutscher Architekt
- Herman Gustav Rohde junior (1921–1992), US-amerikanischer Wrestler, siehe Buddy Rogers (Wrestler)
- Horst Rohde (Geologe) (1936–2016), deutscher Geologe
- Horst Rohde (Militärhistoriker) (* 1937), deutscher Offizier und Militärhistoriker
- Hubert Rohde (1929–2019), deutscher Pädagoge und Kulturpolitiker

### J
- Jens Rohde (* 1970), dänischer Politiker (Venstre)
- Johan Rohde (Johan Gudmann Rohde; 1856–1935), dänischer Maler
- Johann Carl Rohde (1812–1888), deutscher Politiker
- Johann Diedrich Rohde (1842–1908), deutscher Pädagoge
- Johann Jürgen Rohde (1929–2001), deutscher Soziologe
- Johann Philipp von Rohde (1759–1834), preußischer Generalmajor, Astronom und Schriftsteller
- Jokum Rohde (* 1970), dänischer Schriftsteller und Dramatiker
- Jörg Rohde (Politiker) (* 1966), deutscher Politiker (FDP), MdB
- Jörg Rohde (Schauspieler) (* 1984), deutscher Schauspieler
- Jörn Rohde (* 1959), deutscher Diplomat
- Julia Rohde, Geburtsname von Julia Schwarzbach (* 1989), deutsche Gewichtheberin
- Jürgen Rohde (* 1953), deutscher Handballtorwart

### K
- Karl Rohde (Politiker), deutscher Politiker, MdL Freistaat Mecklenburg-Strelitz
- Katrin Rohde (* 1948), deutsche Entwicklungshelferin und Autorin
- Klaus Rohde (* 1932), deutscher Parasitologe
- Kurt Rohde (1882–1950), deutscher Kunsthändler

### L
- Lena Weifen-Rohde (* 1989), deutsche Dressurreiterin
- Leon Rohde (* 1995), deutscher Radrennfahrer
- Lisa Rohde (* 1955), US-amerikanische Ruderin
- Lothar Rohde (1906–1985), deutscher Wissenschaftler und Industrieller
- Ludwig Rohde (1912–1950), deutscher Kunsthistoriker

### M
- Marc Rohde, deutscher Sportjournalist und Fernsehkommentator
- Markus Rohde (* 1979), deutscher Eishockeyspieler
- Marleen Rohde (* 2002), deutsche Fußballspielerin
- Max Ludwig Rohde (1850–nach 1917), deutscher Richter
- Melanie Rohde (* 1971), deutsche Schauspielerin
- Michael Rohde (Komponist) (um 1681–1732), deutscher Komponist und Organist
- Michael Rohde (Botaniker) (1782–1812), deutscher Botaniker
- Michael Rohde (Fußballspieler) (1894–1979), dänischer Fußballspieler
- Michael Rohde (Landschaftsarchitekt) (* 1959), deutscher Landschaftsarchitekt
- Michael Rohde (Schachspieler) (* 1959), US-amerikanischer Schachspieler
- Michael Rohde (Theologe) (* 1973), deutscher Theologe
- Michael F. Rohde (* 1958), deutscher Lichtplaner, Architekt und Hochschullehrer
- Michael H. Rohde (* 1960), deutscher bildender Künstler

### N
- Nicolai Rohde (* 1966), deutscher Regisseur
- Nils Rohde (* 1987), deutscher Beachvolleyballspieler
- Norbert Rohde (* 1950), deutscher Ingenieur und Autor

### O
- Olaf Rohde (* 1966), deutscher Brigadegeneral
- Oskar Rohde (1863–1929), deutscher Generalleutnant
- Ottomar Rohde (1815–1881), deutscher Agrarwissenschaftler und Hochschullehrer

### P
- Paul Rohde (1878–1941), deutscher Montanindustrieller
- Peter Rohde (General) (1934–2022), deutscher Generalmajor
- Peter Rohde (Eishockeyspieler) (* 1937), deutscher Eishockeyspieler
- Peter Rohde (Ingenieur) (1940–2015), deutscher Bergbauingenieur und Industriemanager
- Peter Rohde (Fußballspieler) (* 1949), deutscher Fußballspieler

### R
- Rainer Rohde (* 1951), deutscher Fußballspieler
- Reinhard Rohde (* 1956), deutscher Politikwissenschaftler
- René Rohde (* 1980), deutscher Fußballschiedsrichter
- Robert Rohde (Regisseur) (1983–??), deutscher Regisseur, Theaterleiter und Schauspieler
- Robert Rohde (Politiker) (1900–1958), deutscher Politiker (SPD), Mitglied der Stadtverordnetenversammlung von Groß-Berlin

### S
- Stephanie Rohde, deutsche Journalistin, Moderatorin und Podcasterin
- Sven Rohde (* 1961), deutscher Journalist
- Sylvia Rohde  (* 1955), deutsche Schriftstellerin

### T
- Theodor Rohde (Theodor Carl August Conrad Rohde; 1831–1900), deutscher Jurist und als Oberkonsistorialrat Mitglied des Oberkonsistoriums der Evangelischen Landeskirche Hessen
- Theodor Rohde (Numismatiker) (1836–1912), österreichischer Numismatiker
- Thomas Rohde (* 1962), deutscher Oboist
- Torsten Rohde (Politiker) (* 1961), deutscher Politiker
- Torsten Rohde (* 1974), deutscher Schriftsteller, siehe Renate Bergmann

### U
- Ulrich Rohde (Journalist) (* 1942), deutscher Journalist
- Ulrich L. Rohde (* 1940), deutscher Ingenieur
- Uwe Rohde (* 1958), deutscher Sänger und Schauspieler

### V
- Volker Rohde (1939–2000), deutscher Dirigent und Hochschullehrer

### W
- Walter Rohde (1901–nach 1960), deutscher Komponist
- Werner Rohde (1904–1946), deutscher Mediziner und SS-Obersturmführer
- Werner Rohde (Fotograf) (1906–1990), deutscher Fotograf
- Wilhelm Rohde (1890–nach 1959), deutscher KZ-Kommandant
- William Rohde (1847–1903), deutscher Agrarwissenschaftler
- Wolfgang Rohde (1950–2016), deutscher Musiker